# 權杖1
在塔罗牌中，权杖1是小阿尔克那中權杖的第一张牌。
不同的人对权杖1有着不同的诠释。

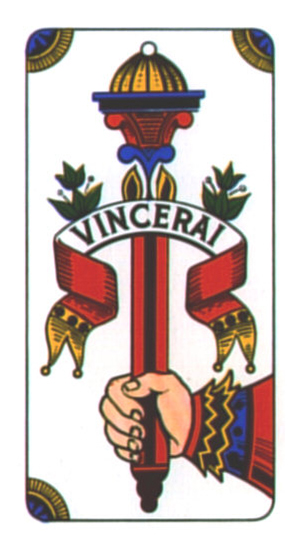

一种是一只从乌云中伸出的手握着一根开花的权杖，远处是一座在山峰顶上的城堡。
在另一种中权杖1被解释为摩西用来从石头中变出水的魔杖或赫拉克勒斯的棍子。